# Saint-Victor (Ardèche)
Saint-Victor is een gemeente in het Franse departement Ardèche (regio Auvergne-Rhône-Alpes). De plaats maakt deel uit van het arrondissement Tournon-sur-Rhône. Saint-Victor telde op 1 januari 2022 961 inwoners.

## Geografie
De oppervlakte van Saint-Victor bedroeg op 1 januari 2022 31,88 vierkante kilometer; de bevolkingsdichtheid was toen 30,1 inwoners per km².
De onderstaande kaart toont de ligging van Saint-Victor met de belangrijkste infrastructuur en aangrenzende gemeenten.

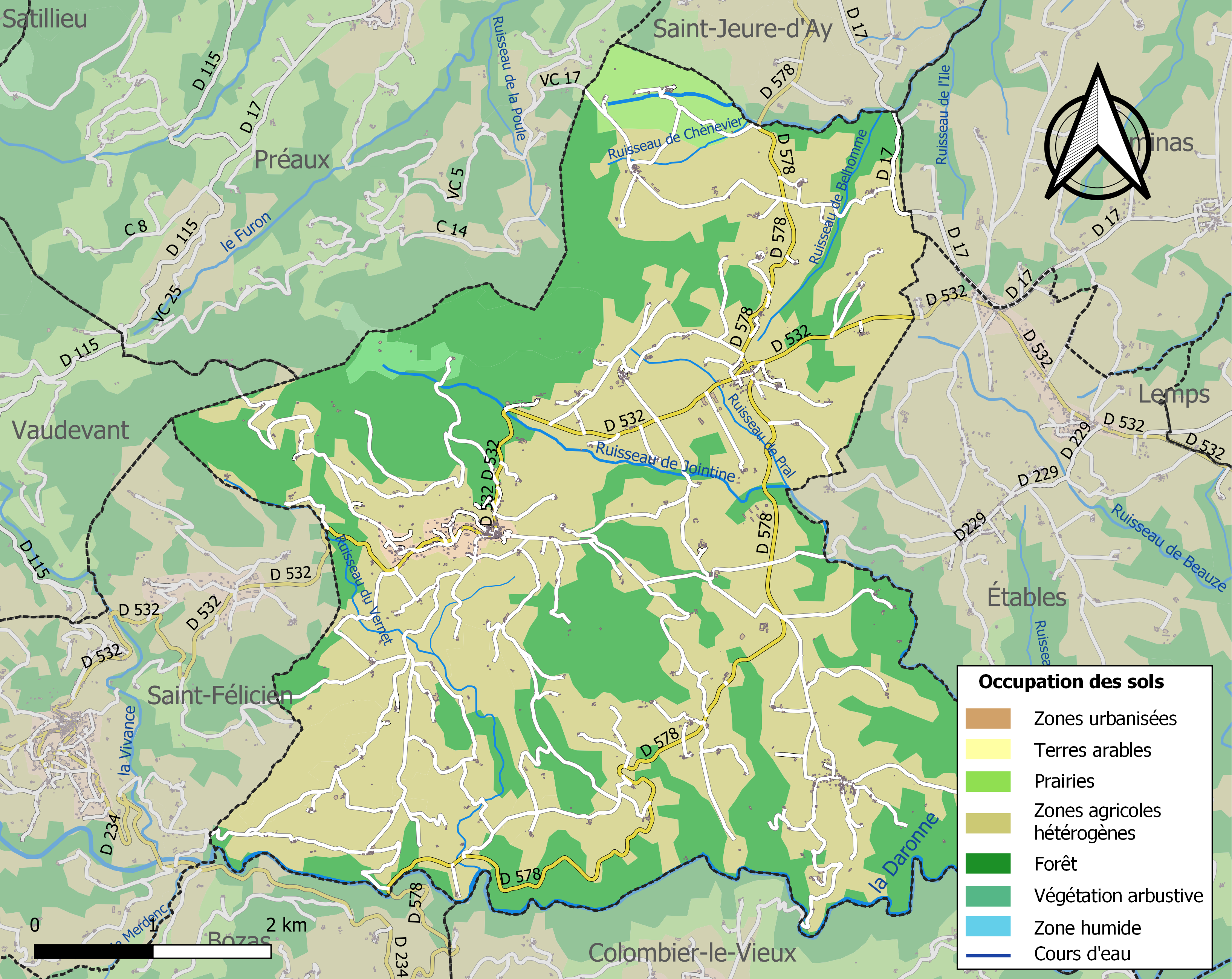

## Demografie
Onderstaande figuur toont het verloop van het inwonertal (bron: INSEE-tellingen).

Vanwege een beveiligingsprobleem met de MediaWiki Graph-software is het momenteel niet mogelijk deze grafiek weer te geven. Zodra de software is bijgewerkt zal de grafiek vanzelf weer zichtbaar worden.